# Genevieve Cogman
Genevieve Cogman é uma autora britânica de literatura de fantasia e jogos de RPG.

## Biografia
Genevieve Cogman é formada em Estatística com Aplicações Médicas. Ela trabalha para o serviço de saúde britânico como especialista em classificações clínicas. Ela já foi codificadora clínica, analista de dados e especialista em classificação.
Genevieve Cogman começou logo cedo a se aventurar pelos universos de J. R. R. Tolkien e Sherlock Holmes e nunca mais parou. Atualmente mora no norte da Inglaterra.
Genevieve Cogman é autora freelance, que escreveu também para várias empresas de jogos de RPG, incluindo jogos como In Nomine, Exalted e Orpheus.

## Obras

### Série A Biblioteca Invisível
- The Invisible Library (2015) A Biblioteca Invisível (Morro Branco, 2016)
- The Masked City (2015) A Cidade das Máscaras (Morro Branco, 2017)
- The Burning Page (2016) A Página em Chamas (Morro Branco, 2018)
- The Lost Plot (2017) A Trama Perdida (Morro Branco, 2019)
- The Mortal Word (2018) A Palavra Mortal (Morro Branco, 2021)
- The Secret Chapter (2019)
- The Dark Archive (2020)
- The Untold Story (2021)

### Outros livros
- Lois McMaster Bujold's Vorkosigan Saga: Sourcebook and Roleplaying Game (2009)

### Contos
- "Snow and Salt" (2004)
- "The Final Path" (2016)